# Lamone
Lamone est une commune suisse du canton du Tessin, située dans le district de Lugano. 

Photo aérienne (1964).

Entourée par Gravesano, Origlio et Cadempino, Lamone est située à 6 km au nord-ouest de Lugano, la plus grande ville aux alentours.